# Hendrika Landré-van der Kellen
Hendrika Wilhelmina Landré-van der Kellen (Utrecht, 18 oktober 1846 – Amsterdam, 5 april 1903) was een Nederlands kunstschilder.

## Leven en werk
Hendrika van der Kellen was een dochter van David van der Kellen jr. (1804-1879), eerste stempelsnijder bij 's Rijks Munt, en Hanriette Fricederica Menger (1808-1886), en een jongere zus van David, Johan Philip en Johannes van der Kellen. Ze werd in de schilderkunst ingewijd door George Gillis Haanen. 
Van der Kellen schilderde vooral stillevens met bloemen en vruchten. Ze nam met haar werk bijna drie decennia deel aan de tentoonstellingen van Levende Meesters. Ze werd in 1865 lid van het Utrechts Genootschap Kunstliefde. Ze kreeg er in het genootschapsjaar 1873-1874 als eerste vrouw de jaarlijkse prijs van 300 gulden voor een schilderij toegekend. In 1874 trouwde Van der Kellen met de wiskundige Corneille Louis Landré (1838-1905). Zij woonden met hun kinderen, onder wie de latere schilder Louis Landré, in Dordrecht en vanaf 1896 in Amsterdam. Landré-van der Kellen sloot zich in Dordrecht aan bij het Teekengenootschap Pictura.
Hendrika Landré-van der Kellen overleed op 56-jarige leeftijd.

## Enkele werken

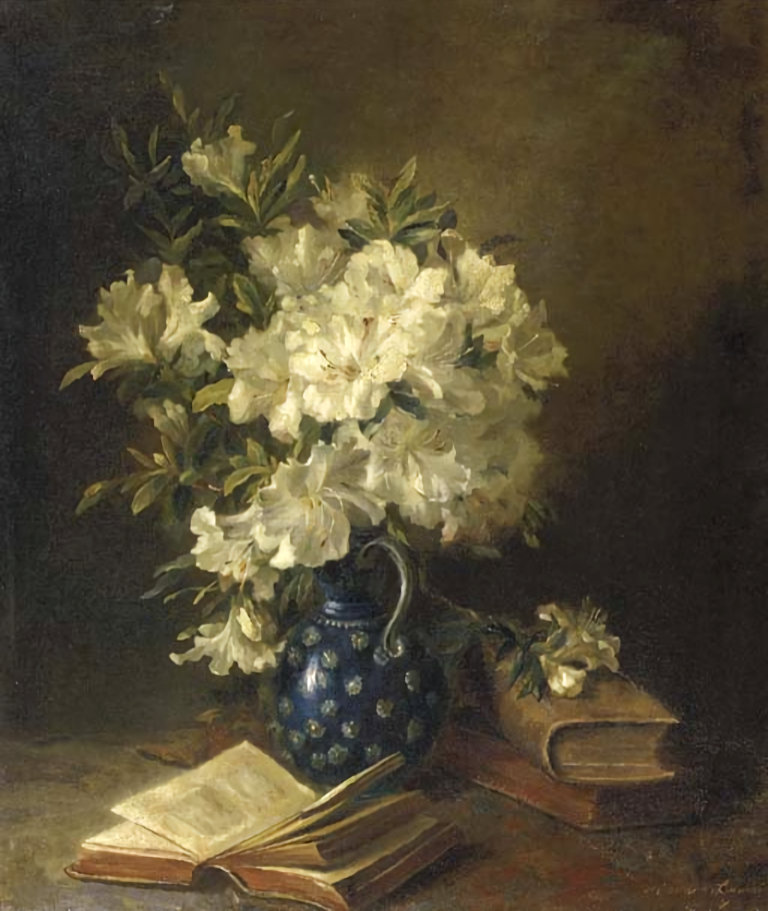
Stilleven met rhodondendrons in een kan en boeken
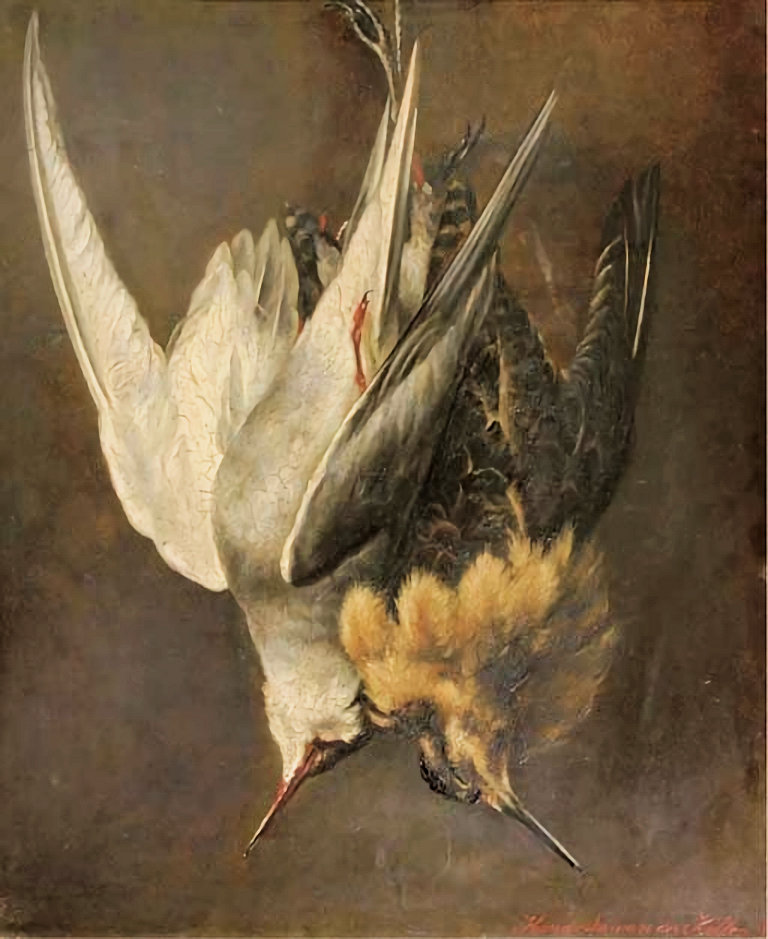
Stilleven met dode vogels
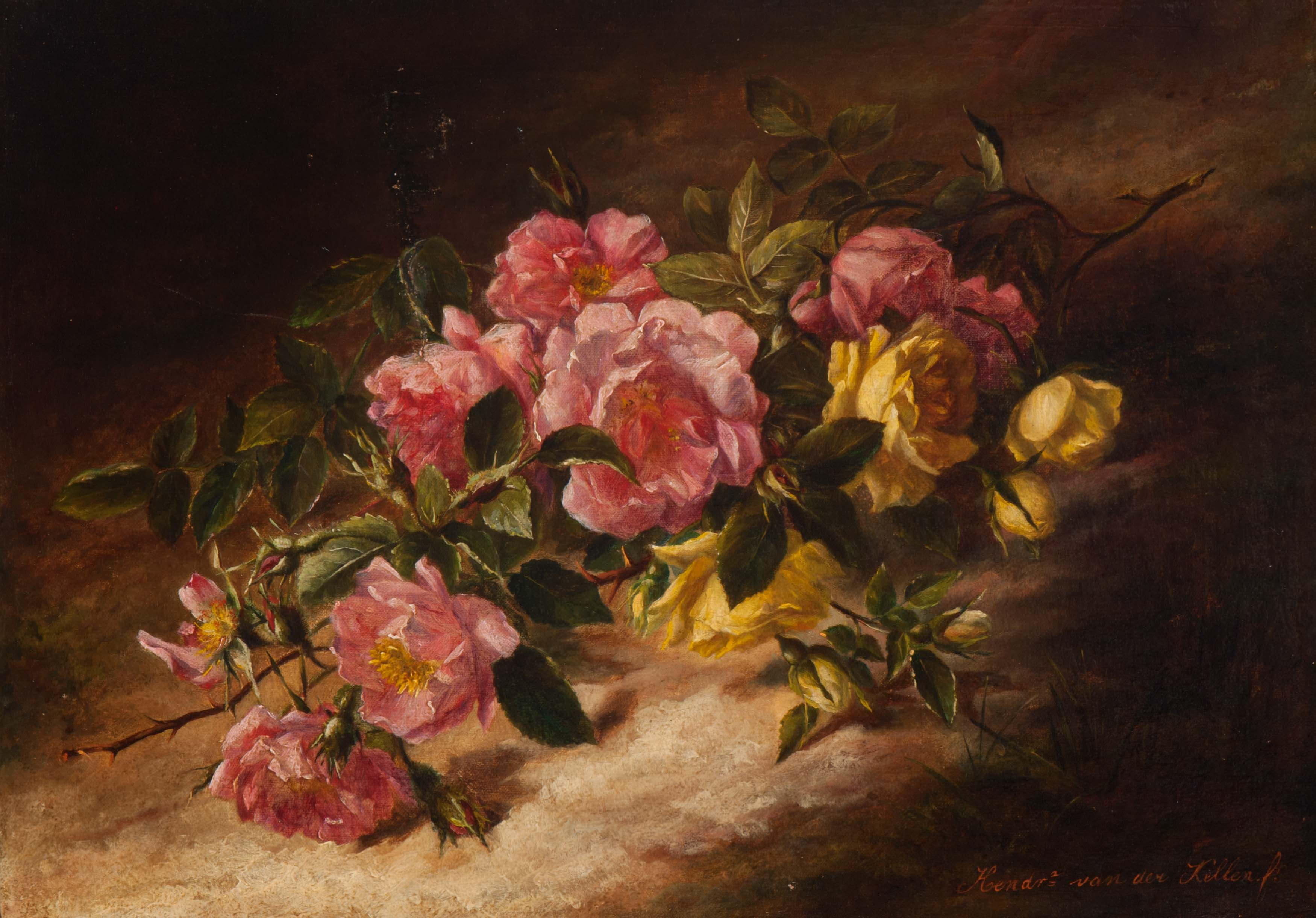
Stilleven met rozen

- Biografisch Portaal: 96282294
- RKD-Nederlands Instituut voor Kunstgeschiedenis: 88594